# Grönlands nationalbibliotek

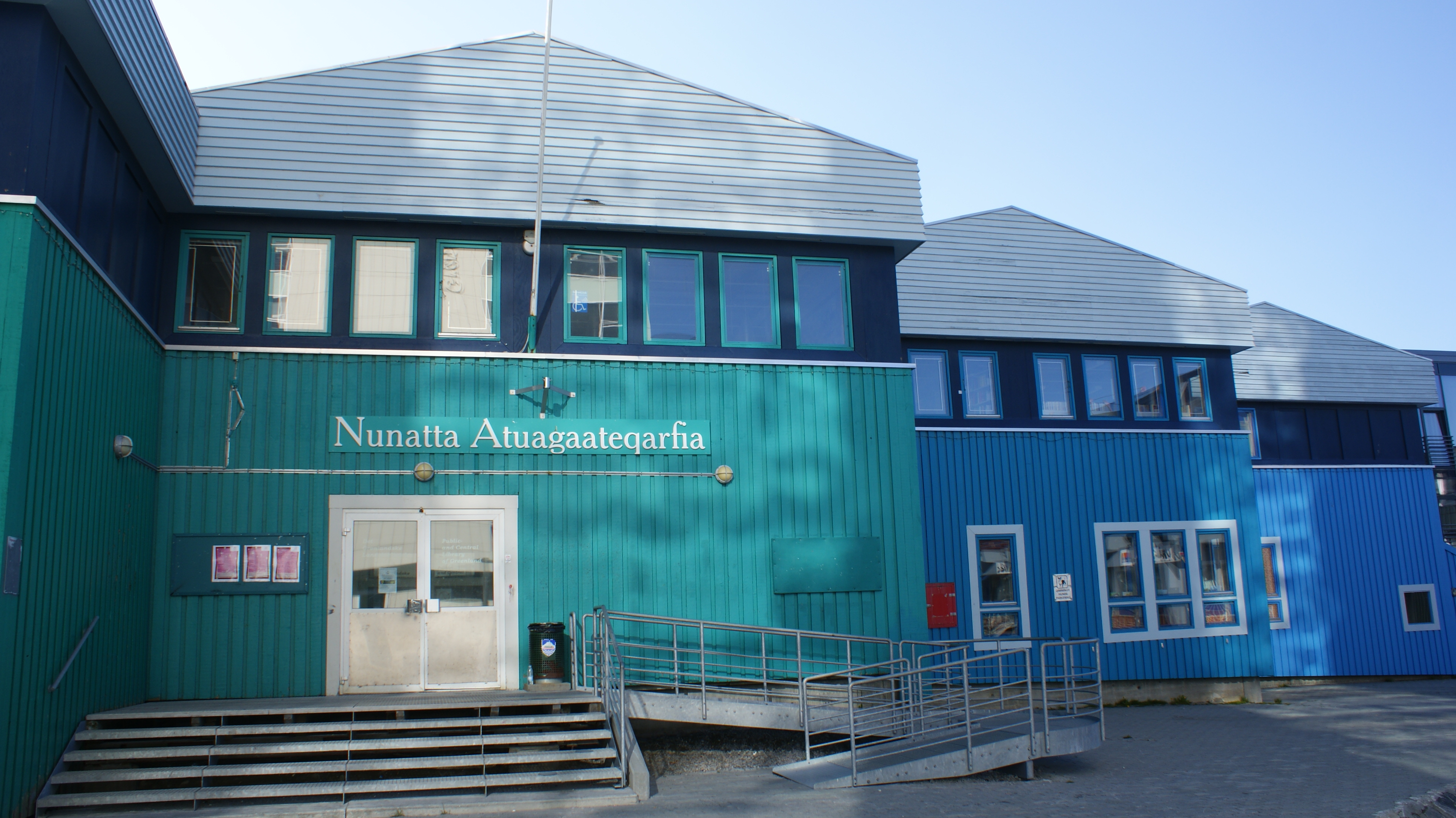
Biblioteksbyggnaden i Nuuk.

Grönlands nationalbibliotek (grönländska: Nunatta Atuagaateqarfia) ligger i Nuuk, Grönlands huvudstad. Förutom i centrala Nuuk har biblioteket också samlingar i Ilimmarfik, Nuussuaq, som är en förstad till Nuuk. Där finns Groenlandica-samlingen med historiskt material med relation till Grönland.